# 1896 год в истории метрополитена
В этой статье перечисляются основные  события из истории метрополитенов в 1896 году. Полужирным шрифтом выделены открытия новых транспортных систем.

## События

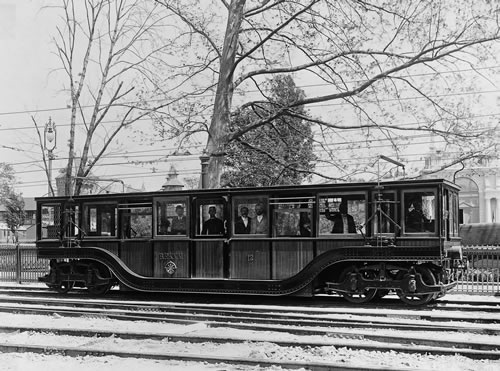
Метрополитен Будапешта стал первым метрополитеном континентальной Европы

- 2 мая — открыта первая линия Будапештского метрополитена.
- 14 декабря — открыта единственная до сих пор кольцевая линия метрополитена Глазго.